# Hummer H1
L'Hummer H1 è un veicolo di tipo SUV, basato sul modello M998 HMMWV Humvee e prodotto dalla casa automobilistica statunitense AM General. Il veicolo è stato prodotto dal 1992 al 2006 e fu il primo modello della linea Hummer.
All'inizio della sua carriera era noto semplicemente come "Hummer". Nel 1999 il gruppo automobilistico statunitense GM acquistò i diritti di marketing per il nome "Hummer" e chiamò il veicolo "Hummer H1". Nel 2006 finì la commercializzazione dell'H1, ma AM General continuò la produzione delle versioni militari Humvee.

## Storia
Lanciato originariamente nel mercato civile il 14 marzo 1992, l'Hummer H1 divenne noto grazie alle fotografie pubblicate durante l'Operazione Desert Storm e alla campagna dell'attore/politico Arnold Schwarzenegger.

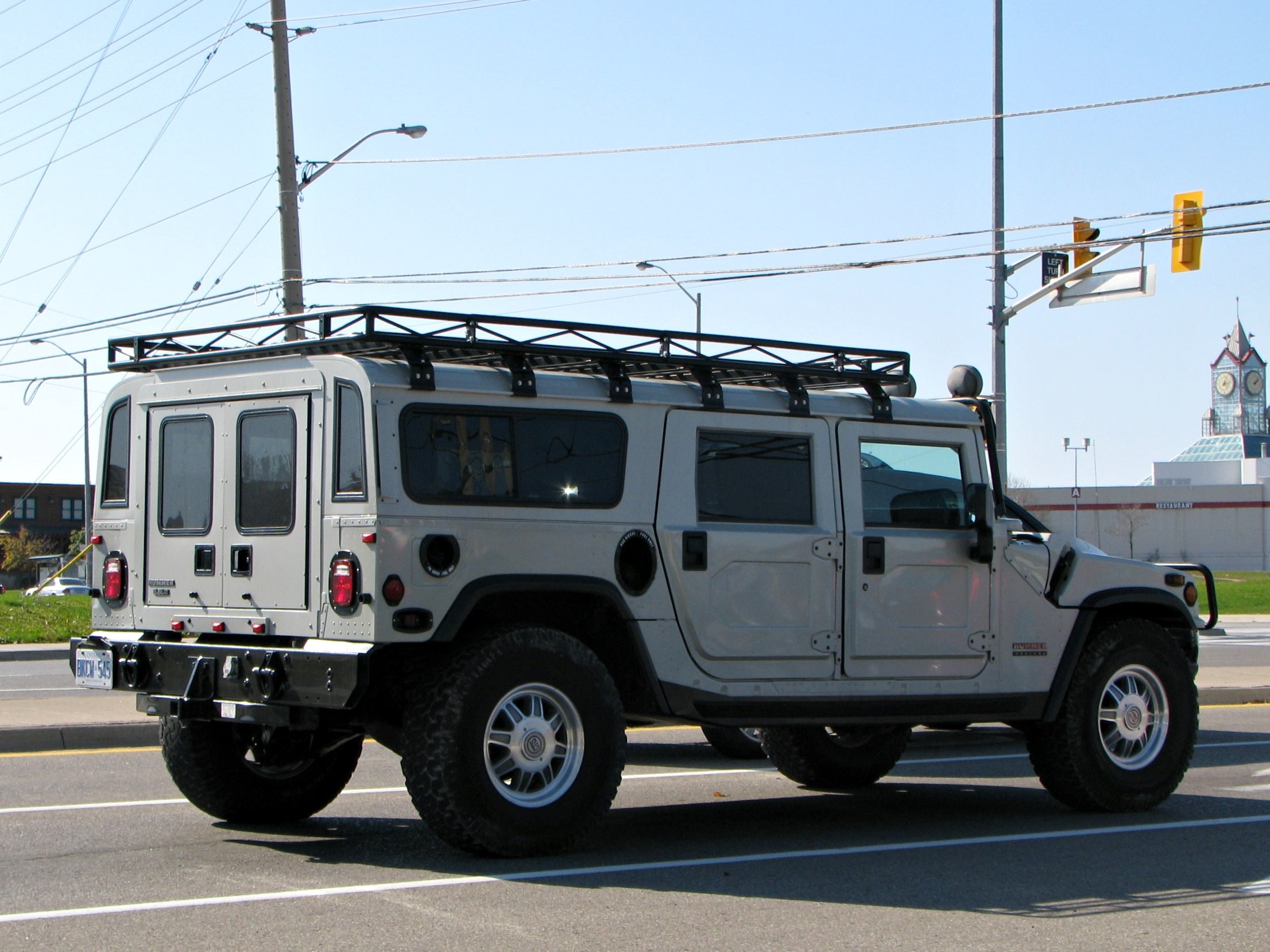
Posteriore di un Hummer H1 Wagon

AM General annunciò che il 2006 sarebbe stato l'ultimo anno di produzione dell'H1, poiché una legge sulle emissioni dei veicoli con motore diesel, che sarebbe entrata in vigore nel 2007, ne avrebbe di fatto impedito la produzione.

## Specifiche
L'Hummer H1 era disponibile in tre varianti principali: una decappottabile convertibile, una Sport Utility Truck a quattro porte e una versione Wagon.
Storicamente l'Hummer H1 presentava cinque tipi di motore e tre tipi di cambio automatico. Le combinazioni motore/cambio automatico più comuni erano:
- 6.2 L GM Diesel V8 / GM TH400 / 3L80 3 velocità (M998[6])
- 6.5 L GM Diesel V8[7] / GM 4L80-E[8] 4 velocità[2]
- 5.7 L Vortec 5700 benzina V8 TBI / GM 4L80-E 4 velocità
- 6.5 L turbo GM Diesel V8[9] / GM 4L80-E 4 velocità
- 6.6 L turbo Duramax LLY V8 turbo Diesel / Allison 1000 5 marce (modello 2006)

L'Hummer H1 condivideva alcune parti comuni della trasmissione con l'HMMWV. Freni, assali, telaio e pannelli principali del corpo (cofano, portellone posteriore e pannelli laterali) erano condivisi tra HMMWV e Hummer H1. Tutti gli H1 e gli HMMWV furono prodotti sulla stessa catena di montaggio; gli H1 civili vennero poi dipinti e rifiniti in un edificio separato e situato di fronte al primo.

### Hummer H1 Alpha

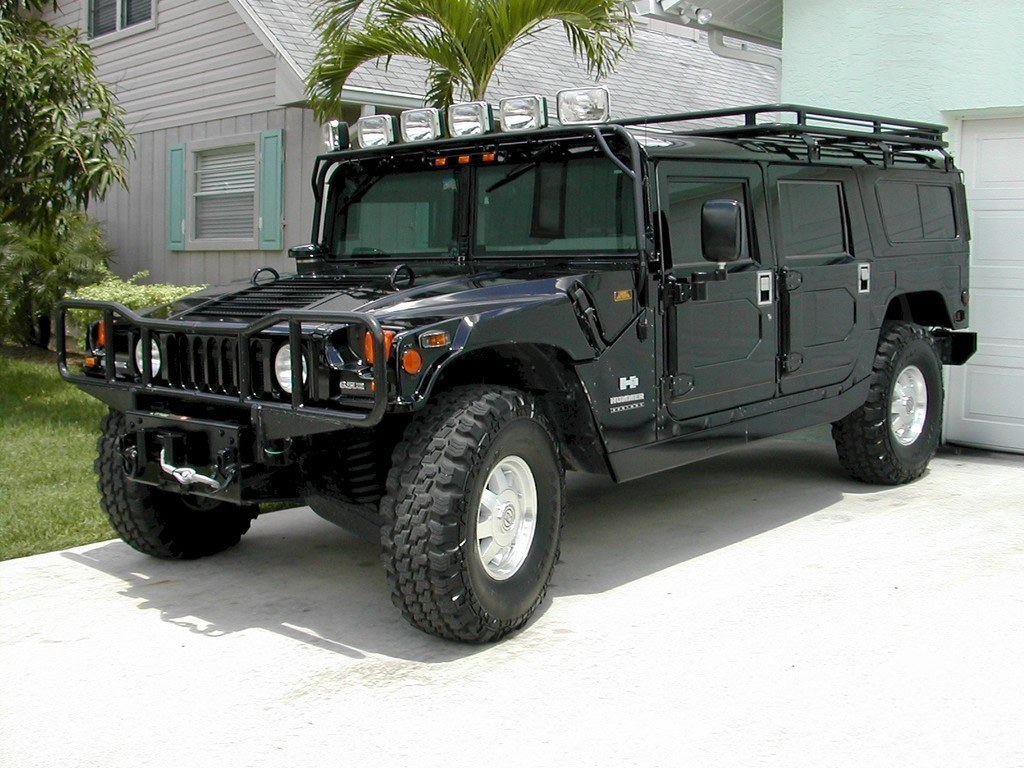
Un Hummer H1 Alpha (Wagon)

La versione "Alpha" era un H1 ampiamente riprogettato, equipaggiato con un motore Duramax Diesel della General Motors ed una trasmissione Allison a 5 velocità. Il precedente modello con motore turbo-diesel non riuscì a raggiungere i livelli di vendita attesi; la carenza di potenza del motore fu una delle ragioni principali. Nel 2002 l'amministratore delegato di AM Jim Armor propose a Bob Lutz e al comitato GM Luxury Vehicle di ridimensionare l'H1, approvando l'uso del gruppo propulsore Duramax / Allison di GM Luxury Vehicle.
Il programma di aggiornamento iniziò alla fine del 2002 con l'avvio della produzione previsto per l'autunno 2004. Il team di ingegneri scelse la variante di motore dal GMC TopKick C4500 (GMT560) perché risultava più semplice da assemblare nel vano motore dell'H1; tuttavia, furono richiesti 23 adattamenti del motore e il team dovette inoltre allungare e alzare la vettura. La calibrazione del nuovo motore venne effettuata con modifiche minime; il risultato furono una potenza di 300 hp (220 kW) e 705 Nm di coppia.
Il motore Duramax era dotato di un ricircolo dei gas di scarico raffreddato e di un radiatore dell'olio motore interno, che richiedeva quindi un aumento del 40% di reiezione del calore al liquido di raffreddamento del motore.
La produzione, iniziata nel 2005, continuò fino a metà del 2006 e tutti i veicoli costruiti durante questo periodo sono classificati come modello dell'anno 2006 (la decima cifra in VIN è un 6).
Il programma venne annullato il 12 maggio 2006 a causa del ritiro, da parte di GM, del supporto tecnico e finanziario per la futura produzione. 

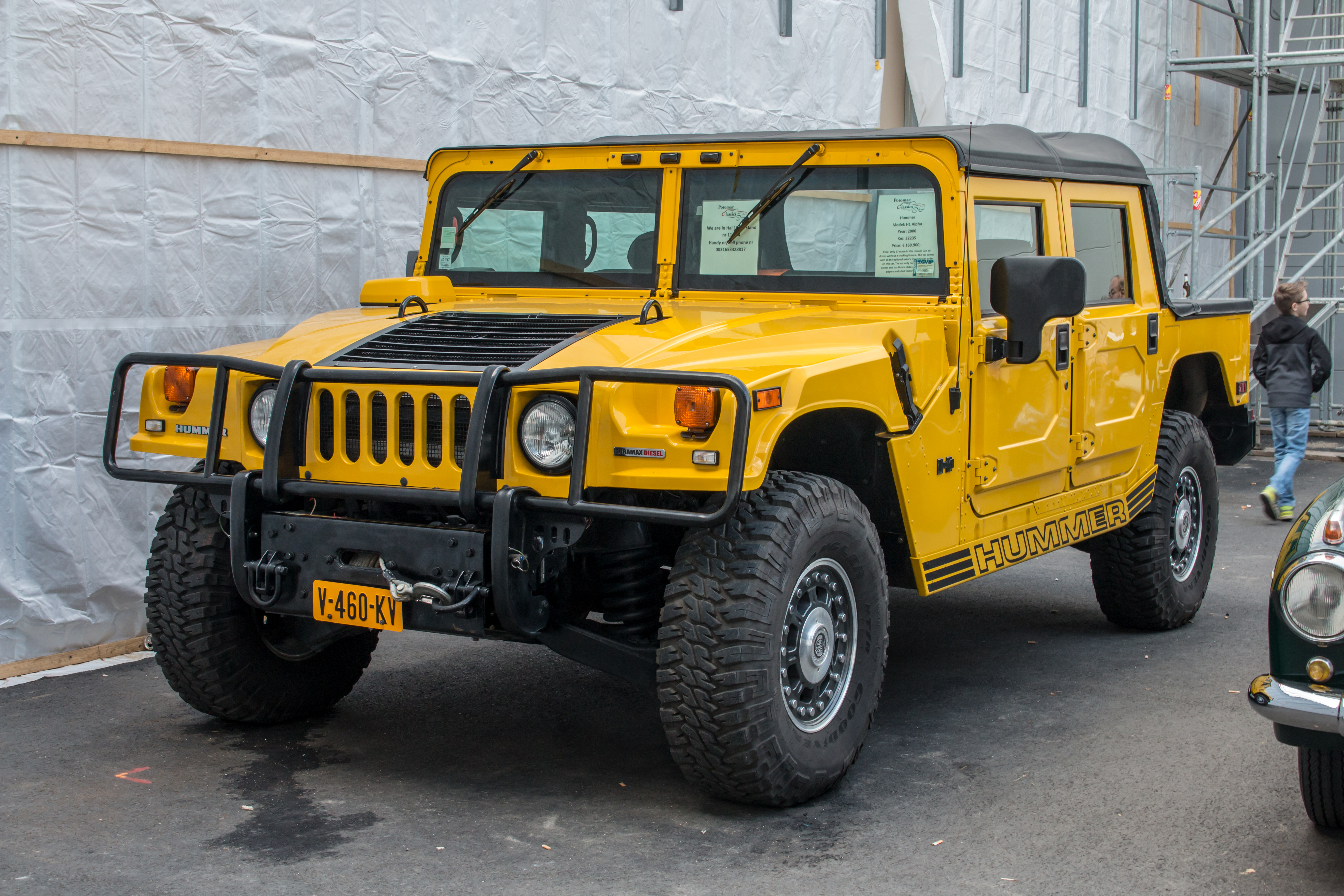
Un Hummer H1 Alpha (Convertibile)

## Produzione
| Anno modello | Produzione totale |
| ------------ | ----------------- |
| 1992         | 316               |
| 1993         | 612               |
| 1994         | 718               |
| 1995         | 1.432             |
| 1996         | 1.374             |
| 1997         | 1.209             |
| 1998         | 945               |
| 1999         | 831               |
| 2000         | 1.333             |
| 2001         | 869               |
| 2002         | 704               |
| 2003         | 494               |
| 2004         | 252               |
| 2005         | 0                 |
| 2006         | 729               |
| Totale       | 11.818            |

Nel 2005 non fu prodotto nemmeno un veicolo H1, seppur il modello H1 Alpha venne progettato e costruito a cavallo tra il 2005 e il 2006. In particolare, 448 modelli di H1 Alpha vennero prodotti da gennaio a maggio 2005 ed altri 281 esemplari dal settembre 2005 a maggio 2006, quando la produzione per Hummer H1 si concluse ufficialmente.